# السفاينة
السفاينة إحدى قرى مركز طوخ التابع لمحافظة القليوبية بجمهورية مصر العربية.

## السكان
بلغ عدد سكان السفاينة 6,278 نسمة، حسب الإحصاء الرسمي لعام 2006.